# Jannik Stevens
Jannik Stevens (* 21. Juli 1992 in Mönchengladbach) ist ein deutscher Fußballspieler.

## Karriere
In der Jugend spielte er für Borussia Mönchengladbach und belegte dort in der Saison 2010/11 den dritten Platz der A-Junioren-Bundesliga. Im Sommer 2011 wechselte Stevens zum VfL Bochum. Dort wurde er zu Saisonbeginn ausschließlich in der zweiten Bochumer Mannschaft in der Regionalliga eingesetzt. Sein Debüt in der 2. Fußball-Bundesliga gab er am 29. April 2012 beim Heimspiel gegen Eintracht Braunschweig, als er im Lauf der zweiten Halbzeit für Jonas Acquistapace eingewechselt wurde. Stevens wechselte im September 2013 nach Aachen. Dort wurde der Vertrag im Januar 2015 nach einer zwischenzeitlichen Versetzung in die zweite Mannschaft im beiderseitigen Einvernehmen aufgelöst. Am 27. Januar 2015 gab Eintracht Trier bekannt, dass Stevens bis zum Ende der Saison 2014/15 verpflichtet wurde. Stevens war mit Ablauf der Spielzeit 2014/15 vereinslos und pausierte annähernd zwei Jahre. Im März 2017 nahm er das Angebot des niederrheinischen Landesligisten SV Straelen an, wieder Leistungsfußball zu spielen. Mit dem Verein stieg er als Meister in die Oberliga Niederrhein auf, dem in der Saison 2017/18 ein weiterer Durchmarsch in die Regionalliga West folgte. In der Spielzeit 2018/2019 konnte er sich mit dem SV Straelen nicht in der Regionalliga West halten und stieg mit dem Verein in die Oberliga Niederrhein ab. Es erfolgte aber der direkte Wiederaufstieg in der Spielzeit 2019/20.